# Козлы (Пружанский район)
Козлы (бел. Казлы́) — деревня в Пружанском районе Брестской области Республики Беларусь. В составе Мокровского сельсовета.

## География
Ближайшие населённые пункты Мокрое, Нестерки, Силичи и др.

## История
В 1905 году в Рудникской волости Пружанского уезда Гродненской губернии.

## Население

### Численность
- 2019 год — 139 жителей

### Динамика
- 1905 год — 935 жителей[2]
- 1999 год — 113 жителей (перепись населения)
- 2009 год — 106 жителей (перепись населения)[2]
- 2019 год — 139 жителей (перепись населения)

## Достопримечательность
- Могила жертв фашизма —  Историко-культурная ценность Республики Беларусь, шифр 113Д000612.
- Памятник сожженным деревням.
- Ветряная мельница (деревянная, стилизованная).

## Галерея

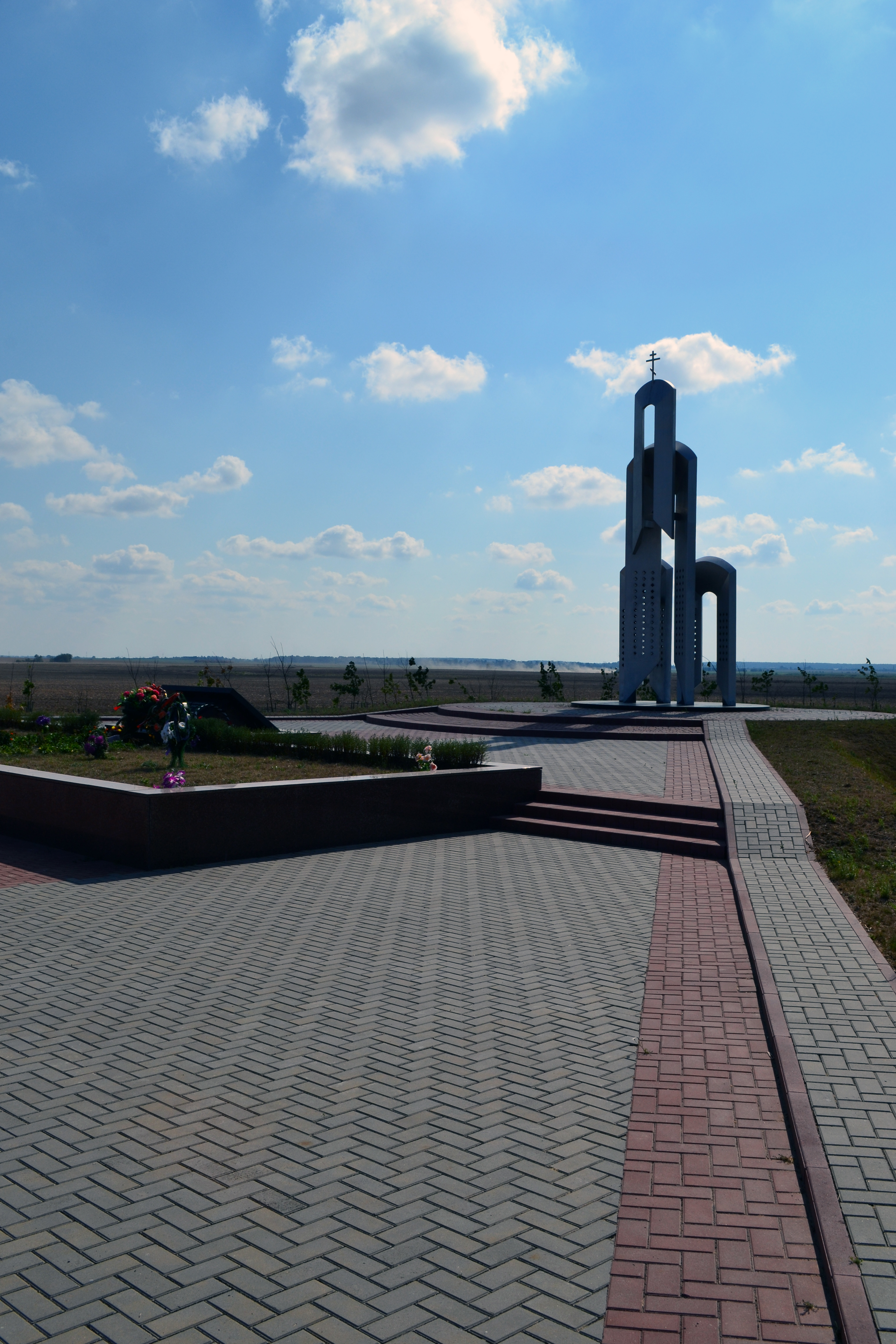
Памятник сожжённым деревням
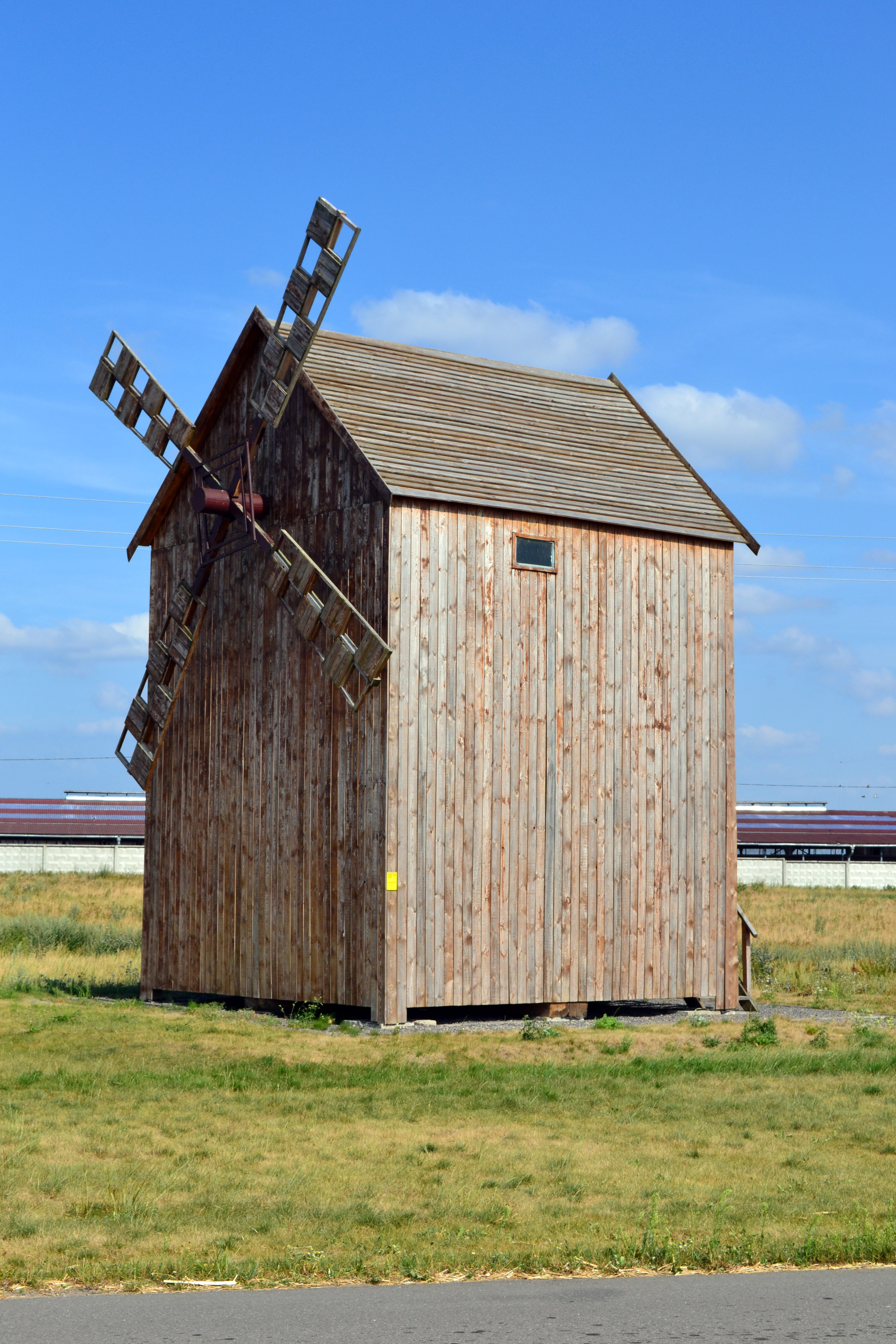
Ветряная мельница

## Известные лица
- Прокопович, Пётр Петрович (род. 1942) — белорусский государственный деятель, председатель правления Национального банка Республики Беларусь в 1998—2011 годах.